# 密蘇里州聖路易斯聖殿
密蘇里聖路易斯聖殿（St. Louis Missouri Temple）是耶穌基督後期聖徒教會的第50座聖殿，位於密蘇里州聖路易斯 (密蘇里州)郊區。密蘇里聖路易斯聖殿在1993點動工，1997年4月26日至5月17日對公眾開放參觀，並在1997年6月1日奉獻。聖殿面積58,749平方英尺（5,458.0平方）。

## 外部連結
- 维基共享资源上的相關多媒體資源：密蘇里州聖路易斯聖殿
- Official St. Louis Missouri Temple page（页面存档备份，存于）
- St. Louis Missouri Temple page（页面存档备份，存于）